# 350 f.Kr.

## Händelser

### Efter plats

#### Persiska riket
- Sidon (centralorten i upproret mot Persiska riket) söker hjälp av sin systerstad Tyros och från Egypten, men får mycket lite av den varan.
- Idrieios, Hekatomnos andre son, övertar Kariens tron vid Artemisia II:s död (hon är änka efter hans äldre bror Mausollos). Strax efter tronskiftet utrustar Idreieios, på den persiske kungen Artaxerxes III:s uppmaning, en flotta på 40 triremmer och samlar ihop en armé på 8 000 legosoldater samt sänder dem till Cypern, under den atenske generalen Fokions befäl.

#### Grekland
- Alexander I blir kung av Epiros efter att hans svåger Filip II av Makedonien har avsatt Alexanders kusin Arymbas.
- Filip II låter plundra Abdera i Thrakien.

#### Romerska republiken
- Gallerna, som återigen hotar Rom, blir besegrade av romarna och deras allierade.

#### Amerika
- Mayacivilisationen i Mesoamerika uppstår (omkring detta år).

### Efter ämne

#### Vetenskap
- Aristoteles framlägger bevis för att jorden är rund, bland annat månförmörkelser och andra observationer. Han diskuterar också logiskt tänkande i Organon.
- Platon framlägger idén om ett geocentriskt universum där stjärnorna roterar runt en fast himmelsk sfär.

#### Konst
- Praxiteles skapar statyn Afrodite från Knidos (omkring detta år). Två liknande kopior av den ursprungliga marmorstatyn finns i Musei Vaticani, Museo Pio Clementino, Gabinetto delle Maschere i Rom.
- Mausoleet i Halikarnassos (nuvarande Bodrum i Turkiet) färdigställs (omkring detta år). Det är gravmonument över den persiske satrapen och kariske härskaren Mausollos och byggs under ledning av hans hustru Artemisia. Mausoleet, som räknas som ett av den antika världens sju underverk, finns idag delvis bevarat på British Museum i London.
- Den Korinthiska huvudstaden tillkommer på Epidauros tholos. Numera finns den bevarad på Arkeologiska museet i grekiska Epidauros (omkring detta år).

## Födda
- Dikaiarchos, grekisk filosof, kartograf, geograf, matematiker och polygraf (död omkring 285 f.Kr.)
- Kassander, kung av Makedonien (född omkring detta år; död omkring 297 f.Kr.)
- Shen Dao, kinesisk filosof, känd för sin blandning av legalism och daoism (född omkring detta år; död omkring 275 f.Kr.)

## Avlidna
- Tollundmannen, människooffer från Jylland i nuvarande Danmark, möjligen det tidigaste kända beviset för dyrkandet av guden Oden (död omkring detta år; offrad i mitten av 300-talet f.Kr.)
- Artemisia, drottning av Karien samt syster och hustru till kung Mausollos av Karien